# Torrey Pines Park Road
La Torrey Pines Park Road  es una carretera histórica ubicada en San Diego, California. La Torrey Pines Park Road se encuentra inscrita  en el Registro Nacional de Lugares Históricos desde el 22 de octubre de 1998. 

## Ubicación
Torrey Pines Park Road se encuentra dentro del condado de San Diego en las coordenadas 32°55′10″N 117°15′03″O / 32.919444, -117.250833.